# Dronningeskolen
Dronningeskolen er en roman fra 2004 af den danske forfatter Maria Helleberg, som en efterfølger på romanen Kærlighedsbarn fra 2002.

## Handling
Den handler om prinsesse Louise Augustas datter, Caroline Amalie, der vokser op med sin fars store kærlighed og sin mors kritiserende øjne. Romanen fortæller om, hvordan Caroline Amalie hele tiden er trist over sine forældres pludselige had til hinanden, og hun vil derfor væk hjemmefra, da hendes far pludselig dør, gifter hun sig efter sin mors ønske med sin 10 år ældre, fraskilte gudfader prins Christian Frederik, den senere Christian 8., som er kendt for at være skørtejæger. 
Caroline Amalie er opsat på at gøre sit ægteskab lykkeligt i forhold til sine forældres og på at føde tronen en arving, men hendes eneste graviditet ender i en uønsket abort.
| Bog | Spire Denne artikel om bøger og tidsskrifter er en spire som bør udbygges. Du er velkommen til at hjælpe Wikipedia ved at udvide den. |